# Akvedukt u Segoviji
Akvedukt u Segoviji je starorimski akvedukt sagrađen za rimskih careva Klaudija i Trajana (1. – 2. st.); jedan od najbolje očuvanih u svijetu. On je najpoznatiji simbol Segovije i ovjekovječen je na njegovom grbu.

## Povijest i odlike
Izvorno dug 18 kilometara s razlikom visine od 1 km, danas je sačuvano oko 1.200 metara s 166 lukova na 120 pilona na dva kata, s najvećom visinom od 35, 1 m. Izvorno je u padu od 1% donosio vodu u Segoviju s izvora rijeke Acebeda, 18 km od grada. Bio je izgrađen od 20,400 velikih granitnih blokova, bez betona. Kako je korišten sustav hvataljki za podizanje kamenja na velike visine, vidljiva su udubljenja na kamenju. Prema legendi ta udubljena se nazivaju "đavoljim stopama"
Obnovljen je u 16. st. za vladavine kralja Ferdinanda I. Aragonskog kada su postavljene skulpture u središnjim nišama gradskog dijela akvedukta.
Akvadukt i dan danas napaja grad vodom, ali su udaljeni dijelovi zamijenjeni vodovodnim cijevima. God. 1974., obilježena je 2000 obljetnica akvedukta postavljanjem komemorativne plakete, a 1985. godine upisan je na UNESCO-ov popis mjesta svjetske baštine u Europi.
Od 1997. godine traje njegova opsežna obnova.
- Sačuvani dio akvadukta iz zraka
- Akvadukt viđen s trga Plaza de la Artillería
- Granitni lukovi odozdo
- Pogled na akvedukt noću
- Detalj obnovljenog luka